# قازانچی، نخجوان
قازانچی یا شاه‌کرت (به لاتین: Qazançı) (به ارمنی: Շահկերտ) منطقه‌ای مسکونی در جمهوری آذربایجان است که در شهرستان جلفا واقع شده‌است. قازانچی ۶۹۲ نفر جمعیت دارد.